# Himeroconcha lamlanensis
Himeroconcha lamlanensis é uma espécie de gastrópode  da família Charopidae.
É endémica de Guam.